# Troy Donockley
Troy Donockley (født 30. maj 1964) er en engelsk komponist og multiinstrumentalist, der er bedst kendt for at spille Uilleann pipes. Han har optrådt med mange forskellige grupper og kunstnere, men er nok mest kendt som medlem af det finske symfoniske metalband Nightwish, som han har oprtådt med siden 2007, og siden 2013 har været fuldgyldigt medlem af.

## Diskografi

### Som Troy Donockley
- The Unseen Stream (1998) (remastered 2005)
- The Pursuit of Illusion (2003)
- The Madness of Crowds (2009)

### Med Nightwish
- Dark Passion Play (2007) (som gæst)
- Made in Hong Kong EP (2009) (som gæst)
- Imaginaerum (2011) (som gæst)
- Showtime, Storytime Live DVD (2013)
- Endless Forms Most Beautiful (2015)
- Vehicle of Spirit Live DVD (2016)

### Med Barbara Dickson
- Full Circle (2004)
- Time and Tide (2008)
- Words Unspoken (2011)
- To Each & Everyone - The Songs of Gerry Rafferty (2013)

### Med The Bad Shepherds
- Yan, Tyan, Tethera, Methera! (2009)
- By Hook or By Crook (2010)
- Mud Blood & Beer (2013)

### Med Iona
- Iona (1988) (as guest)
- The Book of Kells (1992) (som gæst)
- Beyond These Shores (1993) (as guest)
- Journey Into The Morn (1995)
- Heaven's Bright Sun (1997)
- Woven Cord (1999)
- Open Sky (2000)
- The River Flows (2002)
- The Circling Hour (2006)

### Med Dave Bainbridge
- When Worlds Collide (2005)
- From Silence (2005)

### Med Maddy Prior
- Flesh and Blood (1997)
- Ravenchild (1999)
- Ballads and Candles (2000)
- Arthur The King (2001)
- Lionheart (2003)

### Med Midge Ure
- Duet (2006)

### Med You Slosh
- Glorious Racket (1989)
- Lift Me Up (1991)

### Med Auri
- Auri (2018)

### Som sessions/gæstemusiker
- The Enid – The Seed and the Sower (1987)
- Barbara Dickson – Parcel of Rogues (1994), Full Circle (2004)
- Kathryn Tickell – Debatable Lands (1999)
- Mostly Autumn – The Spirit of Autumn Past (1999), The Last Bright Light (2001), Passengers (2003), Storms Over Still Water (2005), Storms Over London Town (2006), Heart Full of Sky (2007), Glass Shadows (2008), Go Well Diamond Heart (2010), Ghost Moon Orchestra (2012)
- Roy Harper – Royal Festival Hall Live - 10 June 2001 (2001)
- Mermaid Kiss – Etarlis (2007)
- Magenta – Home (2006), Metamorphosis (2008)
- Johanna Kurkela – Hyvästi, Dolores Haze (2010)
- Kompendium – Beneath The Waves (2012)
- Mike Dawes – What Just Happened? (2013)
- Ayreon – The Theory of Everything (2013)
- Tuomas Holopainen – Music Inspired by the Life and Times of Scrooge (2014)
- Gandalf's Fist – A Forest of Fey (2014)[2]
- Dave Bainbridge – Celestial Fire (2014)
- Kamelot – Haven (2015)
- Karnataka – The Gathering Light (2010), Secrets of Angels (2015)
- Sonata Arctica – The Ninth Hour[3] (2016)
- Steve Hackett – The Night Siren (2017)